# شهبانوی خون
شهبانوی خون (به انگلیسی: Queen of Blood) فیلمی در ژانر ترسناک (خون‌آشامی) است که در سال ۲۰۱۴ منتشر شد.
کارگردان و نویسنده فیلم کریس الکساندر می‌باشد. این فیلم در ادامه فیلم خون ایرینا محصول ۲۰۱۲ است.